# محسن نواز
محسن نواز هو مُقنِّص باكستاني متخصّص في الرماية على مسافات بعيدة في فئة إف.  لقد حصل على ميداليات وطنية ودولية متنوّعة. هو الرمّاة الباكستاني الوحيد الذي فاز بثلاث ميداليات ذهبية وميداليتين فضيتين في بطولة جنوب أفريقيا لرماية فئة إف.

## سيرة شخصية
محسن نواز وُلد في فيصل آباد، باكستان. لديه درجة البكالوريوس في الفنون. كما أنه يسعى للحصول على درجة الماجستير في علم النفس الرياضي. ينتمي محسن إلى خلفية عائلية مرتبطة بالأنشطة الخارجية. طوّر مهاراته في نادي الرماية في واه كانت في مدينة إسلام أباد.

## حياة مهنية
بدأ مسيرته في الرماية في عام 2007 من خلال المشاركة في مسابقة وطنية، بطولة الجيش البارا السابعة والعشرين لرماية 300 متر وفاز بميدالية برونزية. فاز بأول ميداليتين ذهبية وفضية له في عام 2016 في البطولة السابعة والثلاثين للجيش البارا في فئتي 300 متر و800 متر. وفي أغسطس 2018، حصل على ميدالية برونزية في بطولة برويز عباسي المفتوحة للرماية.
في أكتوبر 2022، حصل على خمس ميداليات في مسابقة الرماية على المدى الطويل في بيسلي، منها ثلاث ميداليات ذهبية واثنتان فضيتان. سيطر على المراكز الثلاثة الأولى بالنسبة لغالبية المنافسة.  إجمالي ميدالياته الدولية الآن يصل إلى سبع ميداليات، منها ذهبية في بطولة NRA الأمريكية على مسافة 600 متر في عام 2018.
في أبريل 2023، أصبح أول باكستاني يُسجل 400 طلقة في المباريات الدولية، وحصل على تصنيف NRA الأمريكي.  حقق نواز هذا الإنجاز في حدث Rocky Mountain في عام 2016، وفي أحداث Montana وبطولة NRA الوطنية الأمريكية في عام 2018.  
في سبتمبر 2023، حصل على ميدالية فضية في بطولة أوروبا لرماية على المدى الطويل.    أعاد محسن كذلك كسب السجل الوطني لبيسلي على مسافة 800 ياردة بنقاط مذهلة وصلت إلى 75.13 نقطة V. 

### وطني
| سنة  | البطولات                                                                                     | حالة                |
| ---- | -------------------------------------------------------------------------------------------- | ------------------- |
| 2007 | بطولة الجيش البارا السابعة والعشرون للرماية 300 متر                                          | الميدالية البرونزية |
| 2007 | بطولة الجيش البارا السابعة والعشرون للرماية 300 متر منظار حديدي                              | الميدالية البرونزية |
| 2015 | بطولة POF للرماية                                                                            | الميدالية البرونزية |
| 2015 | بطولة عموم باكستان للرماية بعيدة المدى                                                       | الميدالية البرونزية |
| 2016 | بطولة الجيش الـ35 للرماية على مسافة 300 متر                                                  | الميدالية الذهبية   |
| 2016 | بطولة الجيش الـ35 للرماية على مسافة 800 متر                                                  | ميدالية فضية        |
| 2016 | كأس شانديو الباكستاني للمدى الطويل 800 متر                                                   | الميدالية البرونزية |
| 2017 | البطولة البحرية للرماية بمنظار 300 متر                                                       | ميدالية فضية        |
| 2017 | بطولة البحرية للرماية 300 متر منظار حديدي                                                    | الميدالية البرونزية |
| 2018 | بطولة عموم باكستان للرماية بعيدة المدى، كأس مهران 1000 متر                                   | الميدالية الذهبية   |
| 2018 | كأس عموم باكستان شانديو لمسافة 800 متر                                                       | الميدالية الذهبية   |
| 2019 | بطولة الجيش الـ 39 للرماية 300 متر                                                           | الميدالية الذهبية   |
| 2019 | بطولة محمد علي جناح الثانية للرماية الباكستانية، 300 متر مقعد                                | الميدالية الذهبية   |
| 2019 | بطولة محمد علي جناح الثانية للرماية الباكستانية لمسافة 1000 متر                              | الميدالية الذهبية   |
| 2021 | بطولة الجيش الـ40 للرماية 300 متر                                                            | الميدالية البرونزية |
| 2022 | اللقاء المركزي الثاني والأربعون لـ PARA 2022، مباراة التحدي الوطني المفتوح للبندقية، 800 متر | الميدالية الذهبية   |

### دولي
| سنة  | البطولات                                                                      | حالة                                   |
| ---- | ----------------------------------------------------------------------------- | -------------------------------------- |
| 2016 | مسابقة روكي ماونتن                                                            | الميدالية الذهبية                      |
| 2018 | NRA USA Nationals، 600M                                                       | الميدالية الذهبية                      |
| 2019 | بطولة CIHPRS للرماية إنديانابوليس بالولايات المتحدة الأمريكية لمسافة 1000 متر | ميدالية فضية                           |
| 2021 | بطولة جنوب أفريقيا المفتوحة للمسافات الطويلة                                  | الميدالية البرونزية                    |
| 2022 | بطولة غرب بيسلي رقم 68 للمدى الطويل                                           | 3 ميداليات ذهبية </br> 2 ميداليات فضية |
| 2023 | البطولة الأوروبية للرماية بعيدة المدى                                         | ميدالية فضية                           |